# Adalbert Castner
(Ludwig Emil) Adalbert Castner, gelegentlich auch  Louis Castner, (* 14. März 1832 in Berlin; † 22. September 1907 ebenda) war ein deutscher Modelleur und Zinkgießer sowie Unternehmer der Kunstgussindustrie.

## Leben und Wirken
Adalbert Castner ist ein Sohn von Emil Philipp Castner (1805–1849). Der Vater war 1848 Associe der Zinkgießerei für Kunst und Architektur Moritz Geiß in Berlin, Chausseestr. 25. Dort absolvierte Adalbert Castner eine Ausbildung zum Modelleur. Geiß machte seinen fähigen Mitarbeiter bald zum Geschäftsführer. Als er sich 1870 zur Ruhe setzte, übergab er ihm den Betrieb. Castner führte das erfolgreiche Unternehmen weiter unter dem Namen A. Castner vorm. M. Geiß, Zink- und Broncegießerei. Die Produktpalette umfasste neben Gebäudeverzierungen insbesondere auch „Statuen, Gruppen, Monumente und Fontainen“. Zum Vertrieb der zahlreichen Produkte gründete Castner am 1. Februar 1878 zusammen mit Louis Fréderic Jacques Ravené die Handelsgesellschaft A. Castner & Co. Ravené starb jedoch bereits ein Jahr später. Am 1. Juni 1881 erfolgte die Umschreibung des Unternehmens auf A. Castner mit Adalbert Castner als alleinigem Inhaber.

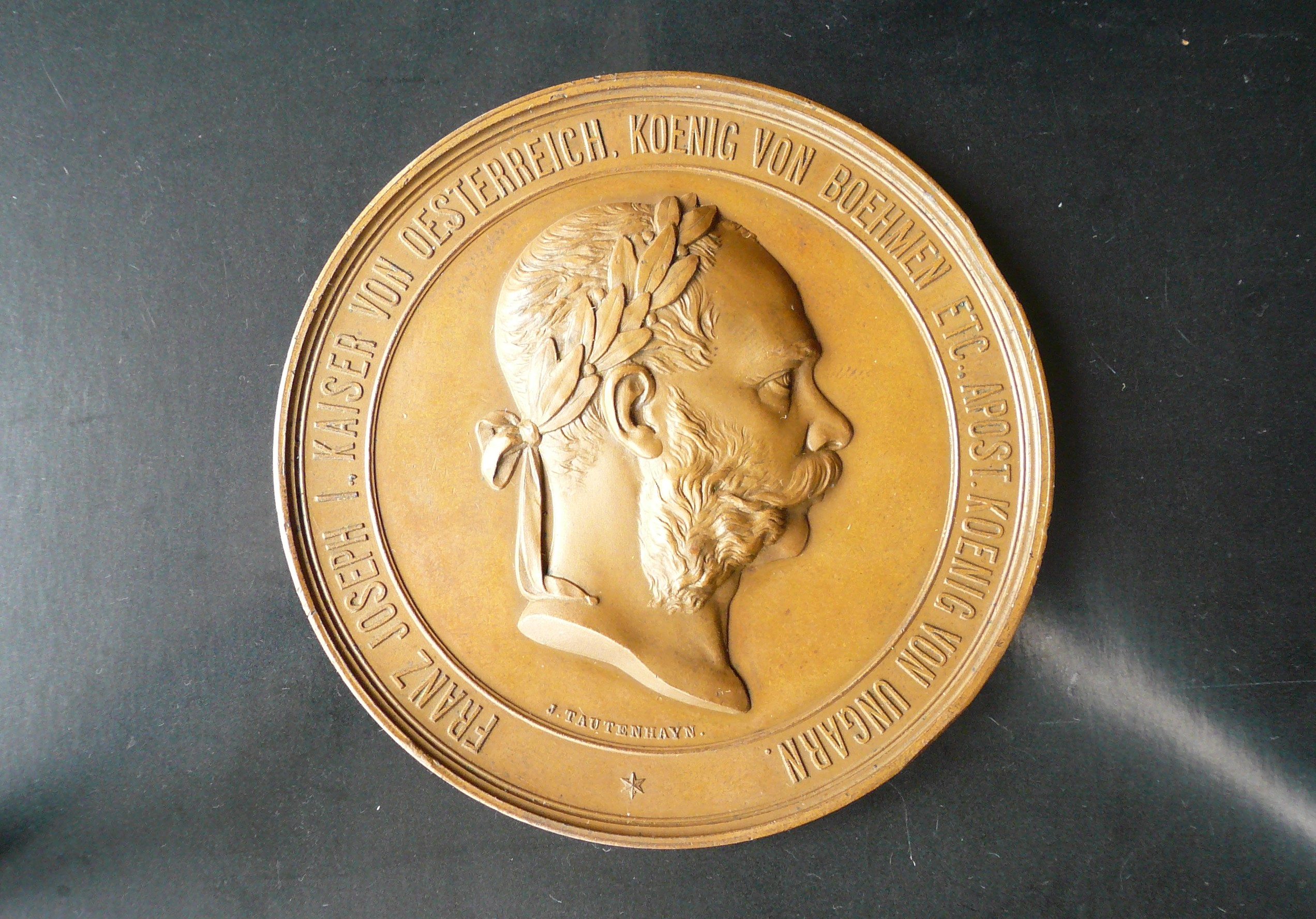
Medaille der Weltausstellung 1873

Adalbert Castner übernahm die Gießerei in einer Zeit, als die Reichseinigung von 1871 und die Ereignisse darum einen bedeutenden wirtschaftlichen und kulturellen Aufschwung entstehen ließen. Das Unternehmen hatte in Berlin und weit darüber hinaus einen großen Absatzmarkt für seine Produkte.
Während der Zeit der Castnerschen Geschäftsführung erhielt das Unternehmen wichtige Preise auf der Weltausstellung 1873, auf der Internationalen Gartenbauausstellung 1875 in Köln und auf der International Exhibition 1879/80 in Sydney. Auf der Weltausstellung 1876 in Philadelphia stellte das Unternehmen bronzierte Zinkguss-Adler und korinthische Säulenkapitelle aus.

## Bei Castner gegossene Werke (Auswahl)
- 1873–82: Germaniadenkmäler in drei unterschiedlichen Typen von Bildhauer Hermann Schies[5] in etwa 20 Orten, u. a. Duisburg-Ruhrort, Finsterwalde, Hagen, Wiesbaden und Sprottau (alle zerstört)
- 1873/74: Germaniadenkmäler von Bildhauer Johannes Janda in Bleicherode (zerstört), Bünde (erhalten), Eschwege (zerstört), Oberhausen (erhalten), Wittmund (erhalten), Wöllstein (erhalten)
- 1877: Bismarckdenkmal Bad Kissingen von Bildhauer Heinrich Manger (erhalten)
- 1877/78: Viktoria nach Bildhauer Christian Daniel Rauch für die Siegessäule Siegburg (erhalten)
- 1879: „Kniender Engel“ von Bildhauer Ernst Herter für den deutschen Soldatenfriedhof 1870/71 in Brüssel (1897 durch einen Bronzeguss der Nachfolgefirma Martin & Piltzing ersetzt)
- 1880: Germaniadenkmal von Bildhauer Richard Gustav Neumann in Berlin-Moabit (zerstört)
- 1882: Kriegerdenkmal 1864, 1866, 1870/71 in Frankfurt/O. (zerstört)
- 1886: Germaniadenkmal von Bildhauer Gustav Eberlein nach überarbeitetem Entwurf von Johannes Janda in Eich (erhalten)

### In der Nachfolgefirma gegossen (Auswahl)
- 1904: Roon-Denkmal in Berlin-Tiergarten (erhalten)

## Galerie

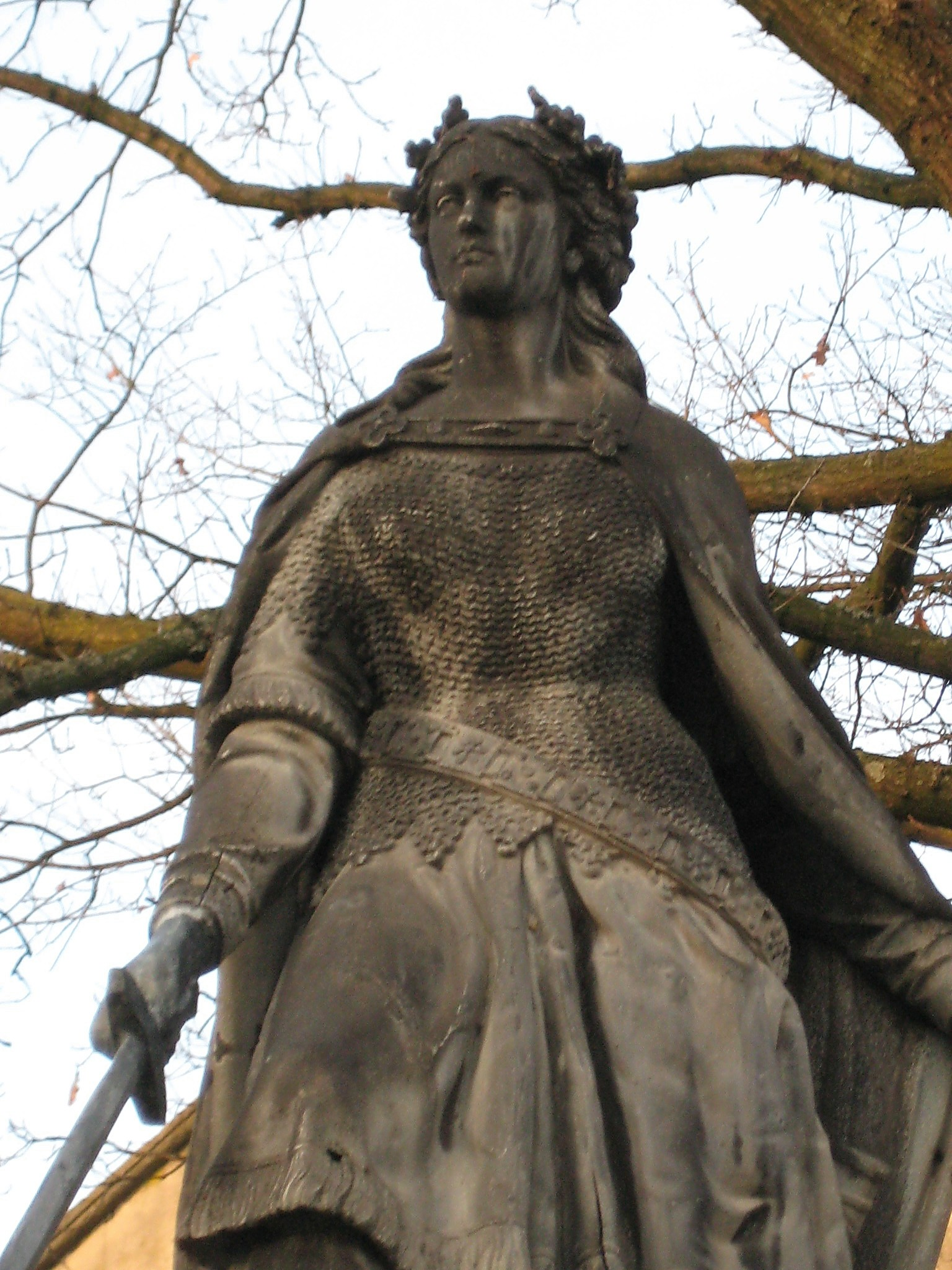
Germania in Bünde
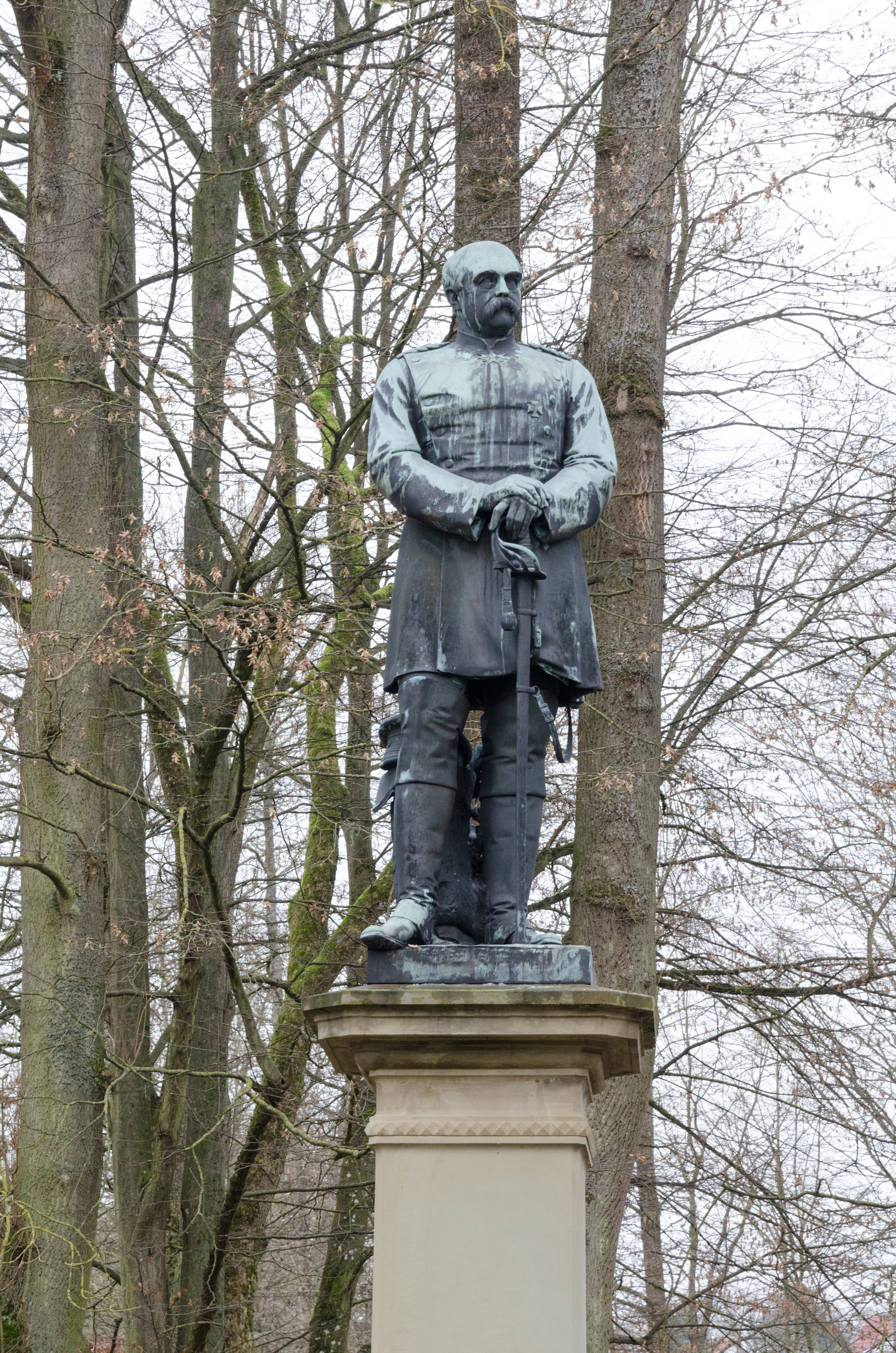
Bismarck in Bad Kissingen
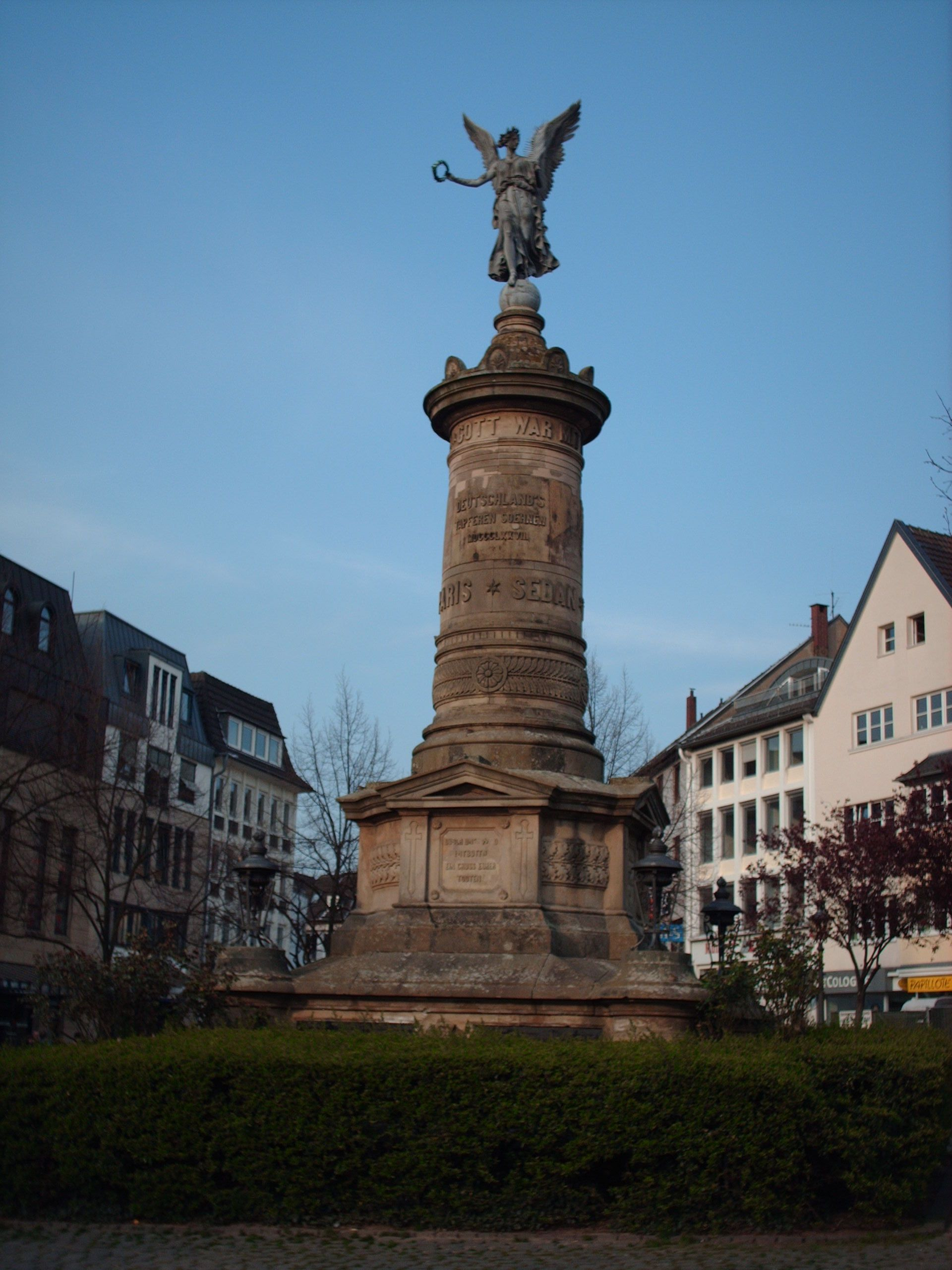
Siegessäule Siegburg

## Nachfolge durch Martin & Piltzing

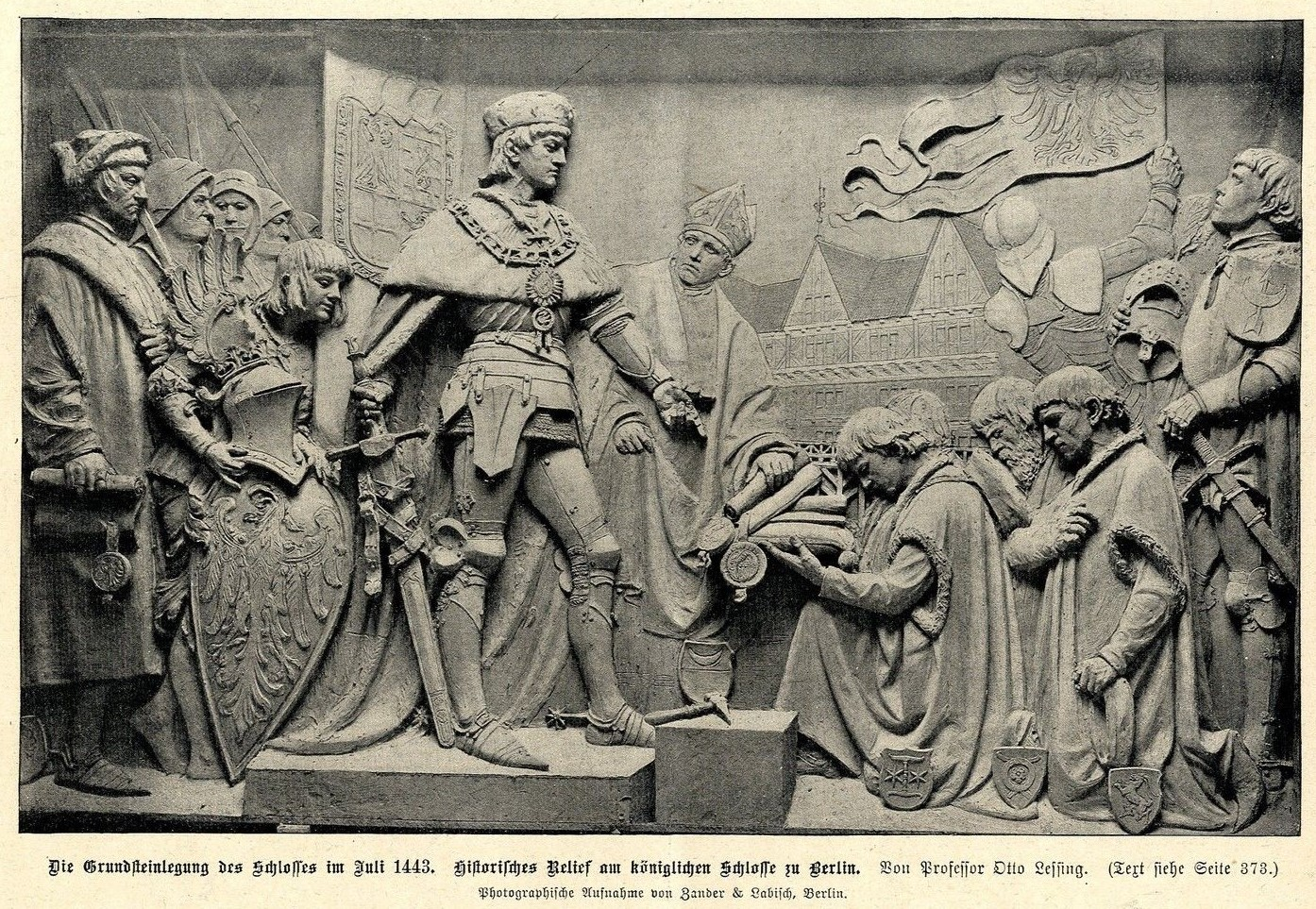
Bronzetafel am Eosander-Portal

Adalbert Castner zog sich 1889 aus dem Geschäftsleben zurück und veräußerte die Gießerei an Reinhold Martin (für ihn 1891 sein Bruder Robert Martin) und seinen Geschäftsführer Wilhelm Piltzing († 9. Oktober 1905), die ihr bereits bestehendes Unternehmen nun mit der Castnerschen Gießerei zusammenführten mit dem Namen A. Castner Nachf. Martin & Piltzing, ab 24. September 1903 nur unter Martin & Piltzing. Im Juli 1903 wurde den beiden Inhabern das Prädikat Königliche Hofbildgießer verliehen. Seit 1911 führte Robert Martin das Unternehmen als alleiniger Inhaber, nach ihm sein Sohn H. Martin unter gleichem Namen noch bis mindestens 1941.
Hier wurden 1902 unter anderem Teile der Ausschmückung des Eosander-Portals vom Berliner Stadtschloss ausgeführt: die Große Wappenkartusche sowie die vier Tafeln rechts und links vom Eingang, Schriftzüge und Reliefs historischer Begebenheiten im Zusammenhang mit dem Schloss darstellend. Vorlagen waren von Otto Lessing.